# Carnival Vol. II: Memoirs of an Immigrant
Carnival Vol. II: Memoirs of an Immigrant is het zesde studioalbum van de Haïtaanse rapper Wyclef Jean.

## Geschiedenis
De eerste single van het album, samen met Akon, Niia en Lil Wayne, heet Sweetest Girl (Dollar Bill). De hoogste plaats in de Amerikaanse Billboard Hot 100 was 12. Andere gaststerren waren onder anderen Mary J. Blige, Norah Jones, Paul Simon, Chamillionaire, T.I., Will.i.am, Lucina en Serj Tankian.
In het eerste nummer vertelt Jean dat de wereld is veranderd sinds de voorganger van dit album, The Carnival.

## Tracklist
1. "Intro" - 0:26
2. "Riot (Trouble Again)" - 5:15
3. "Sweetest Girl (Dollar Bill)" (met Akon, Lil Wayne & Niia) - 3:59
4. "Welcome to the East" (met Sizzla) - 4:18
5. "Slow Down" (met T.I.) - 5:17
6. "King and Queen" (met Shakira) - 3:23
7. "Fast Car" (met Paul Simon) - 4:03
8. "What About the Baby" (met Mary J. Blige) - 3:36
9. "Hollywood Meets Bollywood (Immigration)" (met Chamillionaire & Aadesh Shrivastava) - 4:53
10. "Any Other Day" (met Norah Jones) - 4:11
11. "Heaven's in New York" - 4:47
12. "Selena" (met Melissa Jiménez) - 4:04
13. "Touch Your Button Carnival Jam" (met Will.i.am., Mellisa Jiménez, Machel Montano, Daniela Mercury, Black Alex, Shabba & Djakout Muzik) - 13:29
14. "Outro" - 0:23
15. "On Tour" (Bonus Track) (met Lucina) - 3:43

Bonustrack:
1. "China Wine" (met Ho Yeow Sun, Elephant Man & Tony Matterhorn) - 3:15